# Comité Central del Partido Comunista de China
El Comité Central del Partido Comunista de China (chino simplificado: 中国共产党中央委员会, chino tradicional: 中國共產黨中央委員會, pinyin: Zhōngguó Gòngchǎndǎng Zhōngyāng Wěiyuánhuì) es el organismo formado por alrededor de 300 miembros del Partido Comunista de China (PCC) y que se reúne anualmente para decidir las políticas del partido, que afectan a todos los ámbitos de gobierno en la República Popular China.
Las reuniones anuales del Comité Central del Partido ocurren a la vez que las reuniones de la Asamblea Popular Nacional, el máximo órgano legislativo del Estado, en una manifestación clara de la estrecha correspondencia existente entre las instituciones del partido y las del Estado.
Los miembros del Comité Central son elegidos en los congresos nacionales del partido, actualmente celebrados cada cinco años. En el XVI Congreso Nacional del PCC, celebrado en el año 2002, fueron elegidos los miembros actuales, 198 miembros titulares y 158 suplentes. 
De estos 356 miembros del Comité Central, 24 forman una estructura más reducida que se reúne de manera periódica a lo largo del año: el Buró Político. A su vez, nueve de los miembros del Buró Político forman el Comité Permanente, la máxima cúpula de poder del PCC.